# Krasîlivka, Korostîșiv
Krasîlivka (în ucraineană Красилівка) este un sat în comuna Kvitneve din raionul Korostîșiv, regiunea Jîtomîr, Ucraina.

## Demografie
Componența lingvistică a localității Krasîlivka
     Ucraineană (97,67%)
     Rusă (1,16%)
Conform recensământului din 2001, majoritatea populației localității Krasîlivka era vorbitoare de ucraineană (97,67%), existând în minoritate și vorbitori de rusă (1,16%) și armeană (1,16%).